# 逐流時代
《逐流時代》是由亞洲電視數碼媒體旗下品牌「亞洲心動娛樂」製作的香港時裝懸疑劇集。本劇由戚其義監製，並由麥明詩、麥子樂主演。
此劇於2022年3月29日在「亞洲心動娛樂」流動應用程式首播，是亞洲電視自2016年免費電視牌照期滿及轉戰網絡電視後推出的首部劇集，也意味著亞視自2011年免費電視時期最後一部自家製電視劇《親密損友》之後，相隔11年再有自製劇集推出。

## 播放平台
| 頻道                          | 所在地 | 播映日期      | 播映时间                        | 備註 |
| ----------------------------- | ------ | ------------- | ------------------------------- | ---- |
| 亞洲心動娛樂 （流動應用程式） | 香港   | 2022年3月29日 | 逢星期一至五 21:00 每晚更新一集 |      |
| 亞洲心動娛樂 （YouTube頻道）  | 香港   | 2022年6月28日 | 逢星期二及四 21:00 每晚更新兩集 |      |

## 故事大綱
故事講述階級固化香港的社會病態，老中青的倫理故事，年青一代在香港社會應該選一條什麼路行？

## 角色列表

### 葉家
| 演員   | 角色   | 介紹 |
| 陳觀泰 | 葉苟   | 苟叔 葉港生、葉港智、葉港偉之父 福林燕窩參茸行老闆 喜歡到泳棚游泳 於第5集遭凌宵仙館梁主任誤導，簽下亡妻的骨灰龕位的搬遷同意書；其後因與葉港偉一同到凌宵仙館追打梁主任以報復而被捕，後獲不被起訴及追究 於第8集請求高幗馨協助，阻止葉港智向Rainie借種生子 於第11集誤會王敏媛與Lark為姊弟關係，後於第13集得悉真相 於第14集要求王敏媛與葉港偉分手 於第25集起開始出現腦退化症病徵，並於第27集確診 |
| 麥子樂 | 葉港生 | Benson 偉信地產物業租售經理 後成為宋遠圖之手下，獲其器重 葉港智、葉港偉之兄 葉苟之長子 與蘇瑛有感情線，於第15集成為其男友，後於第28集因理念不合而分手 於第6集設局分化蘇瑛與羅太，使羅太放棄接受蘇瑛促成宋遠圖為羅太姊安排的凌宵仙館的三個相連的骨灰龕位，間接令亡母的骨灰龕位毋須搬遷，後亦令蘇瑛與羅太和好 於第9集受宋遠圖指使，促成葉港偉向宋禧年訛稱其昏迷及獲救的經過，從而令兩者反目並疏遠 於第15集在與宋遠圖及一眾富豪的梭哈賭局中輸給一眾富豪，獲宋遠圖承擔輸去的款項 於第17集與蘇瑛協定自己對鄧文鳳展開追求，而蘇瑛則繼續親近宋遠圖，以向宋遠圖隱瞞兩人戀情並令宋遠圖繼續器重兩人 於第18集向鄧文鳳展開追求 於第22集與蘇瑛、葉港智及高幗馨打算就得悉宋遠圖、郭紀珊與宋禧年三人之真正關係一事從中圖利 於第26集與鄧家合作，藉宋遠圖的家庭問題導致宋氏集團股價波動，召開股東大會，動議罷免宋遠圖之集團主席職務 於第27集指使蘇瑛向宋遠圖進行桃色敲詐，但被宋遠圖揭破 於第28集因宋遠圖去世，鄧家成為宋氏集團最大股東並接掌該集團，獲鄧文鳳委任為集團營運總裁 |
| 黃又南 | 葉港智 | Alfred 曾任富耀證券行高層，後成為郭紀珊之基金經理 葉港生之弟、葉港偉之兄 葉苟之次子 曾是Rainie之男友，於第2集與其分手 與高幗馨有感情線，於第9集成為其男友 於第7集被Rainie向其請求借種生子 於第10集認識郭紀珊，並獲其邀請打理其家族基金 於第13集交代已向富耀證券行請辭 於第15集獲郭紀珊邀請成為其男模特兒，並向其請求借款一千萬以協助高幗馨；後獲郭紀珊答應送贈其一千萬，條件為兩人一起發生一夜情；其後於第17集在高幗馨協助下爽約 於第19集利用高幗馨抵押物業、高幗馨向蘇瑛借款及自己抵押股票所籌集的資金，透過葉港生告知有關宋氏集團與鄧氏集團的內幕消息，在股票市場中獲利逾七千萬 於第22集與蘇瑛、葉港生及高幗馨打算就得悉宋遠圖、郭紀珊與宋禧年三人之真正關係一事從中圖利 於第25集高幗馨獲證實懷有其子 |
| 林耀聲 | 葉港偉 | Wallace 葉港生、葉港智之弟 葉苟之么子 宋禧年之好友兼大學同學 低音結他手，與宋禧年及王敏媛等人合組樂隊 喜歡駕駛電單車 與王敏媛有感情線，於第9集成為其男友 於第5集因與葉苟一同到凌宵仙館追打梁主任，報復其誤導葉苟簽下亡母的骨灰龕位的搬遷同意書而被捕，後獲不被起訴及追究 於第9集在受宋遠圖指使的葉港生促成下，向宋禧年訛稱其昏迷及獲救的經過，後疏離 於第16集接送Lark到葉家暫住 於第17集前往馬來西亞尋找王敏媛 於第28集與王敏媛等人在中環碼頭街頭舉辦告別音樂會 |

### Velvet 908
| 演員   | 角色   | 介紹 |
| 麥明詩 | 蘇瑛   | Emma 酒吧「Velvet 908」老闆 宋遠圖之紅顏知己兼手下 於2017離婚，且與前夫對簿公堂並獲勝訴；及後與擔任其前夫代表律師的高幗馨成為好友 王敏媛之好友 與葉港生有感情線，於第15集成為其女友，後於第28集因理念不合而分手 目標為結識有權力而且有能力的男性，故親近宋遠圖及羅波夫婦 喜歡品嚐蛋糕 於第1至第2集向偉信地產租用前雙喜冰室的舖位開設Velvet 908，並獲贈3年免租期 於第3集促成宋遠圖注資偉信地產之Coco Peak發展項目，並成為羅太之契女，及獲得該項目的1%股份 於第4集促成宋遠圖運用其職權之便利，使凌宵仙館能為羅波的大姨安排三個相連的骨灰龕位 於第6集因中下葉港生之圈套，與羅太反目，羅太因而放棄接受其促成宋遠圖為羅太姊安排的凌宵仙館的三個相連的骨灰龕位，後和好 於第10集與宋遠圖及葉港生合作設局，使羅波夫婦擢升葉港生為Coco Peak發展項目之總監且真誠信任其 於第17集與葉港生協定自己繼續親近宋遠圖、而葉港生則對鄧文鳳展開追求，以向宋遠圖隱瞞兩人戀情並令宋遠圖繼續器重兩人；但於第18集被宋遠圖揭破 於第22集與葉港生、葉港智及高幗馨打算就得悉宋遠圖、郭紀珊與宋禧年三人之真正關係一事從中圖利 於第27集與葉港生合作，向宋遠圖進行桃色敲詐，但被宋遠圖揭破 於第28集宣布將Velvet 908結業 |
| 黎紀君 | 王敏媛 | Ebony 鋼琴/電子琴手，與葉港偉及宋禧年等人合組樂隊 Martin之前女友，6年前已分手 Lark之母，在6年前與Martin育有 與葉港偉有感情線，於第9集成為其女友 蘇瑛之好友，於第3集獲其聘用出任駐場樂手 與葉港偉有感情線 於第4集獲宋禧年追求，及後因貪圖其錢財而接受之 於第6集揭發宋禧年在網上冒認為自己的音樂作品的創作者；並於第7集將其打傷，間接導致其腦部重創昏迷 於第14集被葉苟要求與葉港偉分手 於第16集前往馬來西亞尋找Martin，目的為請求Martin接回Lark照顧 於第16集被交代證實患上末期肺癌 於第20集為自己舉行生前喪禮，並交代已決定放棄接受進一步治療 於第23集坐上宋禧年酒後駕駛的座駕，並於第24集決定為宋禧年承擔相關責任 於第27集因末期病人身份而獲特赦 於第28集與葉港偉等人在中環碼頭街頭舉辦告別音樂會 |

### 宋家
| 演員   | 角色   | 介紹 |
| 黃德斌 | 宋遠圖 | 宋生、圖少（富豪圈子之暱稱） 宋氏集團老闆 宋曉嵐、宋禧年之父 郭紀珊之異父異母兄，亦曾是外遇對象；及後與郭紀珊育有宋禧年，對外宣稱宋禧年為妻子去世後透過代母所生 蘇瑛藍顏知己 蘇瑛、葉港生之上級 羅波、鄧世孝之生意拍檔 喜歡收藏機械錶 不滿宋禧年沉迷音樂事業，打算將家族生意交由其打理 年輕時曾打算與好友華哥負笈瑞士學藝鑽研機械錶技術，因父親打算安排其接掌家族生意，逐誣害華哥，導致其與華哥反目並疏遠，自此放棄有關念頭並跟隨父親打理家族生意；後來得悉真相，欲透過同樣手段令宋禧年服從 於第3集於蘇瑛促成下，注資偉信地產之Coco Peak發展項目 於第4集於蘇瑛促成下，運用其政府殯葬事務委員會主席職權之便利，使凌宵仙館能為羅波的大姨安排三個相連的骨灰龕位 於第9集指使葉港生，透過葉港偉誤導宋禧年，使葉港偉與宋禧年反目，亦間接促成其放棄音樂事業 於第10集與蘇瑛及葉港生合作設局，使羅波夫婦在真誠信任葉港生的情況下，擢升葉港生為Coco Peak發展項目之總監 於第12集指使WTMY律師事務所，擢升高幗馨為資深大律師，以換取其不追究及不揭發被宋曉嵐追打一事 於第14集決定將Coco Peak發展項目易名為「世家輝煌」 於第15集承擔葉港生與其及眾富豪的梭哈賭局中輸去的款項 於第18集與鄧世孝安排宋禧年與鄧文鳳相親，並揭破葉港生與蘇瑛之間的協定 於第23集相約鄧文鳳會面時，遭酒後駕駛的宋禧年撞傷 於第27集召開記者會交代其家庭關係，並宣佈與郭紀珊及宋禧年永遠斷絕關係；其後被蘇瑛及葉港生桃色敲詐，並揭破兩人之計謀 於第28集被郭紀珊殺害 |
| 鍾浠文 | 郭紀珊 | Grace 女富豪 宋遠圖之異父異母妹，亦曾發生婚外情 宋禧年之母，與宋遠圖育有，對外宣稱宋禧年為宋遠圖妻子去世後透過代母所生，並指定宋禧年繼承自己的全數遺產 宋曉嵐之姑姑，與宋曉嵐同住 曾於英國留學，並與宋遠圖成為同學，更對宋遠圖有好感；但因得悉母親與宋遠圖父親結婚，兩人將成為兄妹而暫且作罷 喜歡拍攝男性人體照片 於第10集認識葉港智，並邀請葉港智為其打理家族基金 於第12集向葉港智提出將其名下所有私募基金交由其打理，以換取其不追究及不揭發高幗馨被宋曉嵐追打一事 於第15集邀請葉港智成為其男模特兒，並被葉港智請求借款一千萬以協助高幗馨；後答應送贈葉港智一千萬，條件為兩人一起發生一夜情 於第27集被宋遠圖永遠斷絕親屬關係 於第28集殺害宋遠圖，及後被交代在機場準備離境潛逃時被捕 |
| 鄺旨呈 | 宋禧年 | Nio 樂隊主音，喜歡搖滾音樂 葉港偉之好友兼大學同學 與葉港偉及王敏媛等人合組樂隊 宋遠圖與郭紀珊之私生子，被對外宣稱為宋遠圖妻子去世後透過代母所生 宋曉嵐之同父異母弟 於第4集追求王敏媛，及後獲其接受 於第6集遭王敏媛揭發在網上冒認為其音樂作品的創作者；並於第7集被其打傷，間接導致其腦部重創昏迷；於第9集甦醒 於第9集聽取葉港偉受宋遠圖及葉港生指使下，訛稱的其昏迷及獲救的經過後，與其疏離；及後決定放棄音樂事業，並隨父親打理生意 於第13集成為音樂資助委員會主席，運用其職權之便利，協助葉港偉及王敏媛等人之樂隊在「青年音樂創作同享資助計劃」的遴選中入圍 於第15集獲宋遠圖安排為世家輝煌發展項目之副CEO，目的為制衡葉港生 於第18集被宋遠圖安排與鄧文鳳相親 於第19集與鄧文鳳一同遭綁票，於第20集成功逃脫 於第21集向鄧文鳳展開追求，後獲接受，實為鄧文鳳基於政治婚姻之考慮 於第23集得悉自己真實身世後，逐酒後駕駛，撞傷宋遠圖及鄧文鳳；起初打算自首，但遭宋遠圖及郭紀珊阻止 於第25集因鄧文鳳甦醒，並指證其酒後駕駛而被捕 於第27集被宋遠圖永遠斷絕父子關係 於第28集在獄中自殺身亡 名稱影射：宋熙年 |
| 王菲   | 宋曉嵐 | Kitty 宋遠圖之女 宋禧年之同父異母姊 郭紀珊之侄女 從加拿大回港，並與郭紀珊同住 於6歲時因目睹母親溺斃並自責，因而患有妄想症，具暴力傾向 於第12集因精神病發，追打高幗馨；及後被送入療養院 於第21集在療養院中割脈自殺，後獲救 於第22集被交代已返回加拿大 |
| 陳穎妮 |        | 宋遠圖之妻 宋曉嵐之母 郭紀珊之大嫂 約20年前因揭發宋遠圖與郭紀珊有染，攜同宋曉嵐投湖自盡，並打算將宋曉嵐淹斃，後搶救無效不治 曾被宋遠圖及郭紀珊誤會為因不諳泳術，並跳至湖中尋找獨自偷偷游泳的宋曉嵐而出現在湖中，及後溺斃 （第12及21集，出現在郭紀珊、宋曉嵐及宋遠圖的回憶中） |

### 鄧家
| 演員   | 角色   | 介紹 |
| 鄭啟泰 | 鄧世孝 | 鄧生、孝哥、孝Uncle（宋禧年之暱稱） 新界原居民 鄧氏集團老闆 宋遠圖之生意拍檔 鄧文鳳之父 另與二房育有一子 近年因腰患在身，淡出集團業務，主要交由女兒鄧文鳳打理 於第18集與宋遠圖安排宋禧年與鄧文鳳相親 於第26集與葉港生合作，藉宋遠圖的家庭問題導致宋氏集團股價波動，指使葉港生召開宋氏集團股東大會，動議罷免宋遠圖之集團主席職務 於第28集因宋遠圖去世，與鄧文鳳成為宋氏集團最大股東，並成為集團顧問 |
| 張凱娸 | 鄧文鳳 | 鄧氏集團之主要負責人 鄧世孝之女 畢業於北京大學 被鄧世孝安排接掌鄧氏集團之業務，代表集團主理與宋氏合作之的世家輝煌發展項目，並出任該項目之副CEO 因能夠在重男輕女的新界原居民圈子中突圍而出，備受女原居民尊崇 於第18集被葉港生追求，實為葉港生與蘇瑛之間的協定 於第18集被鄧世孝安排與宋禧年相親 於第19集與宋禧年一同遭綁票，於第20集成功逃脫 於第21集被宋禧年追求，基於政治婚姻之考慮而接受 於第22集得悉宋遠圖、郭紀珊與宋禧年三人之真正關係之後，打算與宋禧年分手 於第23集被宋遠圖相約會面時，遭酒後駕駛的宋禧年撞至重傷，一度昏迷不醒 於第25集訴甦醒，並指證宋禧年酒後駕駛 於第26集與葉港生合作，藉宋遠圖的家庭問題導致宋氏集團股價波動，指使葉港生召開宋氏集團股東大會，動議罷免宋遠圖之集團主席職務 於第28集因宋遠圖去世，與鄧世孝成為宋氏集團最大股東，並成為集團主席 |

### 偉信地產／羅家
| 演員   | 角色   | 介紹 |
| 何啟南 | 羅波   | Wilson 偉信地產老闆 葉港生之上司 宋遠圖之生意拍檔 於第1至第2集收回雙喜冰室的舖位租予蘇瑛開設酒吧「Velvet 908」，並送贈3年免租期 於第3集向宋遠圖請求注資Coco Peak發展項目 於第4集於蘇瑛促成宋遠圖下，獲得凌宵仙館為其大姨安排三個相連骨灰龕位 於第10集因中下宋遠圖、蘇瑛與葉港生合作之圈套，不忿宋遠圖誣蔑葉港生中飽私囊，與妻子決定擢升葉港生為Coco Peak發展項目之總監 於第24集向宋遠圖請求再度注資世家輝煌發展項目；後於與外遇幽會時，遭宋遠圖毆打 於第28集被交代已與妻子離婚 |
| 崔加寶 |        | 羅太 羅波之妻 蘇瑛之好友，於第3集成為其契媽 於第6集因中下葉港生之圈套，與蘇瑛反目，並放棄接受蘇瑛促成宋遠圖為其姊安排的凌宵仙館三個相連骨灰龕位，後和好 於第10集因中下宋遠圖、蘇瑛與葉港生合作之圈套，不忿宋遠圖誣蔑葉港生中飽私囊，與羅波決定擢升葉港生為Coco Peak發展項目之總監 於第26集揭發羅波之婚外情 於第28集交代已與羅波離婚，並請求葉港生協助其打理生意 |
| 麥子樂 | 葉港生 | Benson 偉信地產物業租售經理 羅波之下屬 於第2集提議動用網絡打手，為雙喜冰室老闆陳伯跳樓自殺一事洗白 於第6集設局分化蘇瑛及羅太，使羅太放棄接受蘇瑛促成宋遠圖為其姊安排的凌宵仙館三個相連骨灰龕位，及後亦令兩者和好 於第10集與宋遠圖及蘇瑛合作設局，使羅波夫婦因意氣用事，擢升自己為Coco Peak發展項目之總監 參見葉家 |

### WTMY律師事務所
| 演員   | 角色   | 介紹 |
| 陳雅麗 | 高幗馨 | Jeovanna、高律師 執業大律師 於2017年曾代表蘇瑛之前夫處理離婚訴訟，後敗訴，更與蘇瑛成為好友 與葉港智有感情線，於第9集成為其女友 於第1集受麗人國際委託，就有匿名信指控葉港智涉及性騷擾一事，向富耀證券行進行協商及內部調查 於第5集協助葉苟及葉港偉辯護，使兩人避免因追打凌霄仙館梁主任一事而被起訴及追究 於第8集被葉苟要求協助止葉港智向Rainie借種生子，並於第9集成功阻止 於第12集被精神病發的宋曉嵐追打；及後因宋遠圖指使律師事務所，獲擢升為資深大律師，以換取其不追究及不揭發被宋曉嵐追打一事 於第15集因被Cindy陷害，於龍大智襲妻案中輸掉官司，遭當事人索償一千萬 於第17集協助葉港智就與郭紀珊的一夜情之約爽約 於第19集利用抵押物業、向蘇瑛借款及葉港智抵押股票所籌集的資金，透過葉港生告知有關宋氏集團與鄧氏集團的內幕消息，在股票市場中獲利逾七千萬 於第22集與葉港生、葉港智及蘇瑛打算就得悉宋遠圖、郭紀珊與宋禧年三人之真正關係一事從中圖利 於第25集證實懷有葉港智之子 於第28集交代自己患有產前抑鬱症，在與葉港智爭論期間不慎跑出馬路，遭車輛撞至重傷，後流產 及後表示將出任義務律師，協助弱勢社群 |
| 謝文欣 | Cindy  | 師爺 高幗馨之助手 於第14集在龍大智襲妻案官司中，被龍大智一方收買，導致高幗馨輸掉官司 於第15集被交代已辭職 |

### 富耀證券行
| 演員   | 角色    | 介紹 |
| 陳建文 |         | 富耀證券行總經理 葉港智之上司 於第3集因對葉港智的工作表現存疑，安排其調任為高級分析師 |
| 黃又南 | 葉港智  | Alfred 富耀證券行高層 喜歡調戲女同事，並受女同事歡迎 於第1集從高幗馨到富耀證券行進行內部調查時，得悉遭匿名信指控其涉及性騷擾女同事 於第3集被總經理安排調任為高級分析師，但認為此乃明升暗降，心懷不忿 於第13集交代已遞交辭職信 參見葉家 |
| 譚焯升 | Matthew | 富耀證券行員工 葉港智之下屬 同性戀者 於第2集承認因不滿被葉港智調戲，撰寫匿名信指控其涉及性騷擾女同事 |
| 李寶珊 |         | 富耀證券行員工（第1-2集） |
| 黃妙勳 |         | 富耀證券行員工（第1-2集） |

### 其他角色
| 演員             | 角色   | 介紹 |
| 李敏             | Rainie | 獸醫 曾是葉港智之女友，於第2集因承認自己為同性戀者，於是向其提出分手 於第7集請求葉港智為其借種生子 |
| 林璟熹           | Lark   | 王敏媛與Martin之子 於第16集被葉港偉接送到葉家暫住 |
| 李啟傑           | Martin | 王敏媛之前男友，6年前已分手 Lark之父，在6年前與王敏媛育有 出身於馬來西亞富商家庭 在與王敏媛分手後翌年，應母親要求接掌家族生意及與拿督女兒結婚，因而回流馬來西亞；及後遇上交通意外，自此雙腿殘廢並長期住院 |
| 黃潤成           | Tao Lo | 音樂試之考官（第1集） |
| Elvis @ Yusobeit |        | 樂隊成員，與葉港偉、宋禧年及王敏媛合組樂隊 |
| Kit @ Yusobeit   |        | 樂隊成員，與葉港偉、宋禧年及王敏媛合組樂隊 |
| MC @ Yusobeit    |        | 樂隊成員，與葉港偉、宋禧年及王敏媛合組樂隊 |
| 林浩文           |        | 便衣探員，調查宋禧年酒後駕駛案（第23-24集） |
| 曹越             |        | 便衣探員，調查宋禧年酒後駕駛案（第23-24集） |

## 軼事
- 此劇是出道時旋即北上內地發展的陳雅麗，首次參演香港電視劇。[4]
- 此劇是黃德斌第十三度接拍戚其義之劇集作品[來源請求]
- 此劇是陳觀泰少數參演的家庭倫理題材影視作品[來源請求]，因其龍虎武師出身的背景，過往其參演的影視作品大多以動作、武打、警匪、懸疑等等為題材。
- 在第16集中，葉苟（陳觀泰飾）曾向Lark表示「再嘈我就用大聖劈卦打你」，而在現實中，陳觀泰亦曾是大聖劈掛門的弟子。除此之外，劇中葉苟亦多番引用西遊記中孫悟空的遭遇來比喻兒子們的感情狀況。
- 亦是麥明詩離開無綫電視後一套首部的電視劇集。

## 外部連結
- Youtube上《逐流時代》的播放清單
- 豆瓣电影上《逐流時代》的資料 （简体中文）